# Mathieu Bauer
 (décembre 2018).
Mathieu Bauer, né en 1971, est un metteur en scène, musicien et directeur du Nouveau théâtre de Montreuil - Centre dramatique national de 2011 à 2022.

## Biographie
Son père est l'acteur André Wilms. Il est né sous le nom de Bauer, qui est celui de sa mère, (et celui de son grand-père). Plus tard il adjoindra celui de son père. En effet celui-ci, 'militant mao' et à l'époque entre déserteur et clandestin, est passé en Belgique, et a d'autres identités.
Après une formation de musicien, Mathieu Bauer crée en 1989 la compagnie Sentimental Bourreau, dont il assure la direction artistique à partir de 1999. Ses productions ont été programmées régulièrement à la MC93-Bobigny, aux Subsistances à Lyon et au théâtre de la Bastille à Paris. Il poursuit une activité de musicien-compositeur-interprète pour la scène, en France et en Allemagne.
Entre 2011 et 2015, il crée Please kill me, sur l’histoire du mouvement punk (d’après le recueil de Legs McNeil et Gillian McCain), la « série théâtre » Une faille, à l’image des séries télévisées sur huit épisodes et The Haunting melody, un spectacle autour de la notion d’écoute. Entre 2016 et 2017, il conçoit et met en scène Shock Corridor, d’après le film homonyme de Samuel Fuller (avec le groupe 42 de l’école du TNS) et la conférence-concert débridée Dj set (sur) écoute, sur commande de La Pop. En novembre 2017, il crée Les Larmes de Barbe-Bleue, d’après l’opéra de Béla Bartók. À l’automne 2018, il crée Western, d’après le livre La Chevauchée des bannis de Lee Wells, et imagine un diptyque, Une Nuit américaine, réunissant Shock Corridor et Western.
En mars 2022, il signe sa première mise en scène d'opéra à l'opéra de Rennes, avec The Rake's Progress d'Igor Stravinsky.

## Compagnie Sentimental Bourreau
Après une formation de musicien, Mathieu Bauer crée la Compagnie Sentimental Bourreau avec d’autres artistes comme la comédienne Judith Henry, le musicien Sylvain Cartigny, le comédien Martin Selze. Ensemble, ils créent Les Carabiniers d’après les scénarios de Jean-Luc Godard, Roberto Rosselini et Jean Gruault (1989) ; Strip et Boniments d’après les témoignages de Suzanne Meiselas (1990) ; La Grande Charge Hystérique d’après l’Invention de l’Hystérie de G. Didi Huberman (1991) ; Va-t’en chercher le bonheur et ne reviens pas les mains vides d’après Nathanël West, Brecht, Gagarine (1995) ; Satan conduit le bal d’après Panizza, Pessoa, J.D. Vincent (1997) et Tout ce qui vit s’oppose à quelque chose d’après Kant, Lucrèce, G. Didi Huberman (1998-1999). Inspiré par les scénarios de cinéma, il transpose au théâtre des classiques du septième art.
À partir de 1999, la compagnie s’ouvre à de nouveaux collaborateurs : Marc Berman, Georgia Stahl, Kate Strong, Matthias Girbig.

## Théâtre

### comme metteur en scène
- 2022 : Paléolithique Story
- 2021 : Femme Capital d'après Stéphane Legrand co-mis en scène avec Sylvain Cartigny
- 2019 : L'Œil et l'Oreille d'après Fellini et Nino Rota
- 2019 : Buster
- 2018 : Western et Une nuit américaine (Western & Shock Corridor)
- 2017 : Les larmes de Barbe Bleue
- 2016 : Dj set (sur) écoute
- 2016 : Shock Corridor d'après Shock Corridor de Samuel Fuller
- 2012 : The Haunting melody
- 2012 : Une Faille de Sophie Maurer
- 2011 : Please Kill Me d'après Gillian McCain…
- 2009 : Tristan et... d'après Richard Wagner
- 2007 : Tendre jeudi d'après John Steinbeck
- 2007 : Alta Villa - Contrepoint de Lancelot Hamelin
- 2006 : Top Dogs d’Urs Widmer
- 2005 : Rien ne va plus
- 2003 : L'exercice a été profitable, Monsieur d'après Serge Daney
- 2001 : Les Chasses du comte Zaroff

## Distinctions
- Prix du syndicat de la critique 2017 : meilleur compositeur de musique de scène pour Shock Corridor